# Pungelscheid
Pungelscheid is een plaats in de Duitse gemeente Werdohl, deelstaat Noordrijn-Westfalen, en telt 3100 inwoners (2008).